# Ді'Шон Бернард
Ді'Шон Бернард (англ. Di'Shon Bernard, нар. 14 жовтня 2000, Андсорт) — ямайський футболіст, захисник клубу «Шеффілд Венсдей» та національної збірної Ямайки.

## Клубна кар'єра
Ді'Шон Бернард народився 2000 року в англійському місті Андсорт. Займався в юнацьких команд футбольних клубів «Челсі» та «Манчестер Юнайтед», з яким уклав перший професійний контракт у 2019 році, проте зіграв у складі команди лише 1 матч у Лізі Європи проти клубу «Астана», після чого до 2023 року грав у оренді в клубах «Солфорд Сіті», «Галл Сіті» і «Портсмут».
У 2023 році Ді'Шон Бернард став гравцем клубу «Шеффілд Венсдей».

## Виступи за збірну
Ді'Шон Бернард народився в Англії в сім'ї вихідців з Ямайки, та вибрав виступи на міжнародному рівні за збірну Ямайки. У 2023 році Бернард дебютував у складі національної збірної Ямайки в матчі проти збірної Катару. У складі збірної був учасником розіграшу Золотого кубку КОНКАКАФ 2023 та Кубка Америки 2024 року. Станом на листопад 2024 року зіграв у складі збірної 19 матчів, у яких відзначився 1 забитим м'ячем.